# Mount Longdon
Mount Longdon är en kulle i territoriet Falklandsöarna (Storbritannien). Den ligger i den östra delen av landet.
Terrängen runt Mount Longdon är platt åt nordost, men åt sydväst är den kuperad. Den högsta punkten i närheten är 147 meter över havet, 1,2 km sydväst om Mount Longdon. Trakten runt Mount Longdon består i huvudsak av hed.